# Astragalus albens
Astragalus albens es una especie de planta herbácea perteneciente a la familia de las leguminosas. Es originaria de Norteamérica.

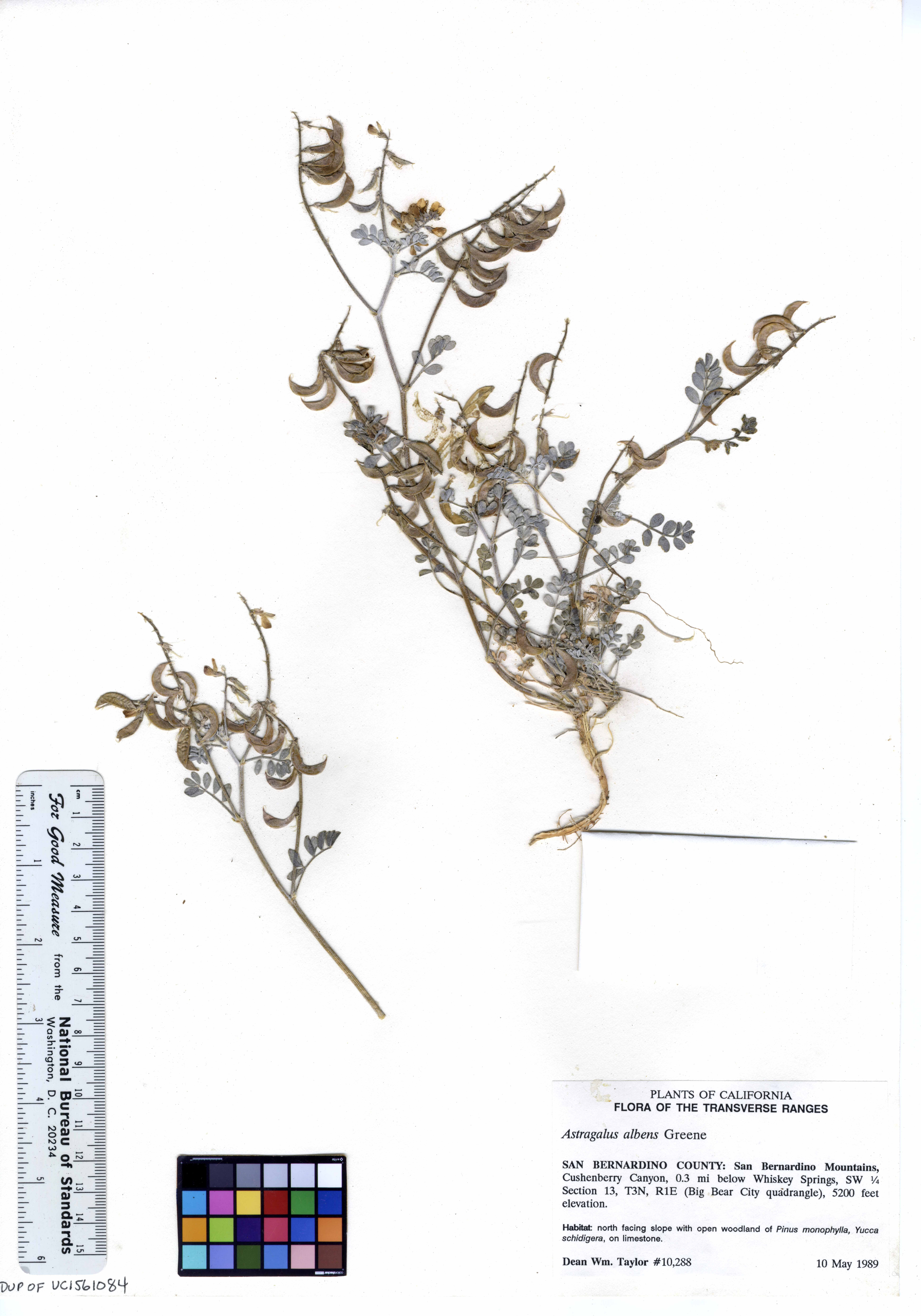
Vista de la planta

## Distribución
Es endémica del Condado de San Bernardino, California , donde se conoce en la  vertiente norte de las Montañas de San Bernardino. La mayoría de las plantas se encuentran en los bosques y matorrales de las laderas entre Big Bear, en las montañas y el valle de Lucerna en el desierto de Mojave, al pie de la cordillera.
Crece en hábitats de rocas ricas en carbonato. Se encuentra en una lista federal de especies en peligro de extinción, ya que solo se conoce 30 a 50 poblaciones. Hay un total de cerca de 7.000 plantas, menos en años de sequía.

## Descripción
Es una planta herbácea anual o perenne, produciendo una alfombra de delicados tallos postrados,  densamente cubiertos de pelos plateados. Las hojas son, por lo general, de unos pocos centímetros de largo y constan de varios foliolos en forma de óvalo, son de color verde-gris y menos de un centímetro de largo cada uno. La inflorescencia se presenta en posición vertical desde la parte baja del follaje y lleva hasta 14 flores. Cada flor es de color morado oscuro con una mancha de color blanco o rosa pálido en la garganta.
El fruto es una legumbre en forma de vaina de entre uno y dos centímetros de largo. Es más o menos peludo y con forma de media luna, secado tiene una textura parecida al papel grueso.

## Conservación
La principal amenaza para esta especie es la minería de piedra caliza, que es una gran industria en esta parte de las montañas de San Bernardino. Esta forma de minería altera el hábitat local, la eliminación física de vida de las plantas de las canteras, la construcción de carreteras  y el vertido de carga. También produce grandes cambios en la hidrología de la zona y libera grandes cantidades de polvo de carbonato en el aire que se combina con agua y forma una fina capa de lo que es esencialmente cemento sobre el hábitat. La mayoría de las poblaciones de esta planta se encuentran en los sitios de la actividad minera o  sitios que están señalados para la minería en el futuro.
La mayoría de estos sitios son parte del Bosque Nacional San Bernardino, y hay planes para dejar de lado las plantas del hábitat y otras especies endémicas de este. Otras amenazas para la especie son el uso de  todoterrenos y el desarrollo urbano .

## Taxonomía
Astragalus albens fue descrita por Edward Lee Greene y publicado en Bulletin of the California Academy of Sciences 1(3): 156. 1885.
Etimología
Astragalus: nombre genérico derivado del griego clásico άστράγαλος y luego del Latín astrăgălus aplicado ya en la antigüedad, entre otras cosas, a algunas plantas de la familia Fabaceae, debido a la forma cúbica de sus semillas parecidas a un hueso del pie.
albens: epíteto latino que significa "blanquecino".
Sinonimia
- Hamosa albens (Greene) Rydb.[6]